# 三国ケルン

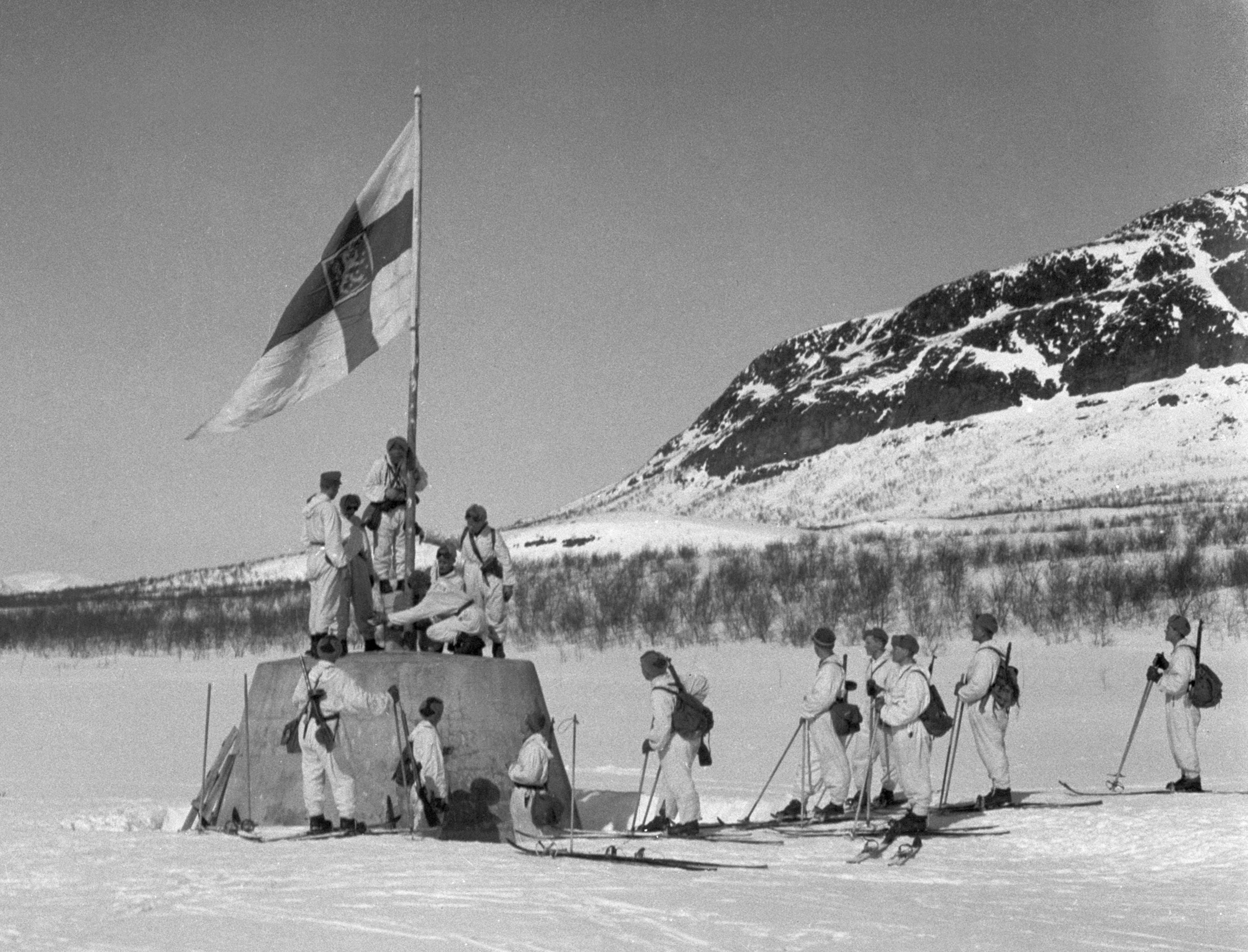
1945年4月にフィンランド軍がケルンに旗を立てる様子（三国ケアンでの国旗掲揚）

三国ケルン（さんごくケルン、フィンランド語: Kolmen valtakunnan rajapyykki、北部サーミ語: Golmma riikka urna、ノルウェー語: Treriksrøysa、スウェーデン語: Treriksröset）は、ノルウェー、スウェーデン、フィンランドの国境が一点に接するポイント、およびそのポイントを示すモニュメントの名前である。三国国境の一例として知られている。
1897年に石のモニュメントが、ノルウェーとロシアの政府によって建造された（当時フィンランドはロシアの統制下にあった）。スウェーデン側は最初ノルウェー側と折り合いがつかず、1901年までスウェーデンは石を提供しなかった。三国ケルンはスウェーデンの最北端の場所であり、フィンランド本土の最西端の場所である（フィンランドの最西端の場所はマーケット島である）。
現在の三国ケルンは1926年に建てられたもので、コンクリート製でベージュ色の錐台である。Goldajärvi湖（Koltajauri湖）の縁から10メートルほど離れている。海抜489メートルであり、直径が約4メートルで大きさが約14平方メートルである。
三国ケルンには、キルピスヤルビからMalla Strict Nature Reserve内を徒歩で11キロメートル歩いて辿り着ける。夏には、キルピスヤルビから船が出ており、3キロメートル分だけ歩くだけで済む。

## 気候
| 三国ケルンの気候       | 三国ケルンの気候 | 三国ケルンの気候 | 三国ケルンの気候 | 三国ケルンの気候 | 三国ケルンの気候 | 三国ケルンの気候 | 三国ケルンの気候 | 三国ケルンの気候 | 三国ケルンの気候 | 三国ケルンの気候 | 三国ケルンの気候 | 三国ケルンの気候 | 三国ケルンの気候 |
| 月                     | 1月              | 2月              | 3月              | 4月              | 5月              | 6月              | 7月              | 8月              | 9月              | 10月             | 11月             | 12月             | 年               |
| ---------------------- | ---------------- | ---------------- | ---------------- | ---------------- | ---------------- | ---------------- | ---------------- | ---------------- | ---------------- | ---------------- | ---------------- | ---------------- | ---------------- |
| 平均最高気温 °C （°F） | −9 (16)          | −9 (16)          | −4 (25)          | −2 (28)          | 4 (39)           | 10 (50)          | 12 (54)          | 12 (54)          | 6 (43)           | −1 (30)          | −4 (25)          | −7 (19)          | 0.7 (33.3)       |
| 平均最低気温 °C （°F） | −20 (−4)         | −20 (−4)         | −16 (3)          | −7 (19)          | −2 (28)          | 4 (39)           | 7 (45)           | 4 (39)           | 0 (32)           | −5 (23)          | −12 (10)         | −18 (0)          | −7.1 (19.2)      |
| 出典：SMHI.se          |                  |                  |                  |                  |                  |                  |                  |                  |                  |                  |                  |                  |                  |